# Agroikos
Agroikos (altgriechisch Ἄγροικος) war ein angeblicher Mosaizist im spätrömischen Syrien.

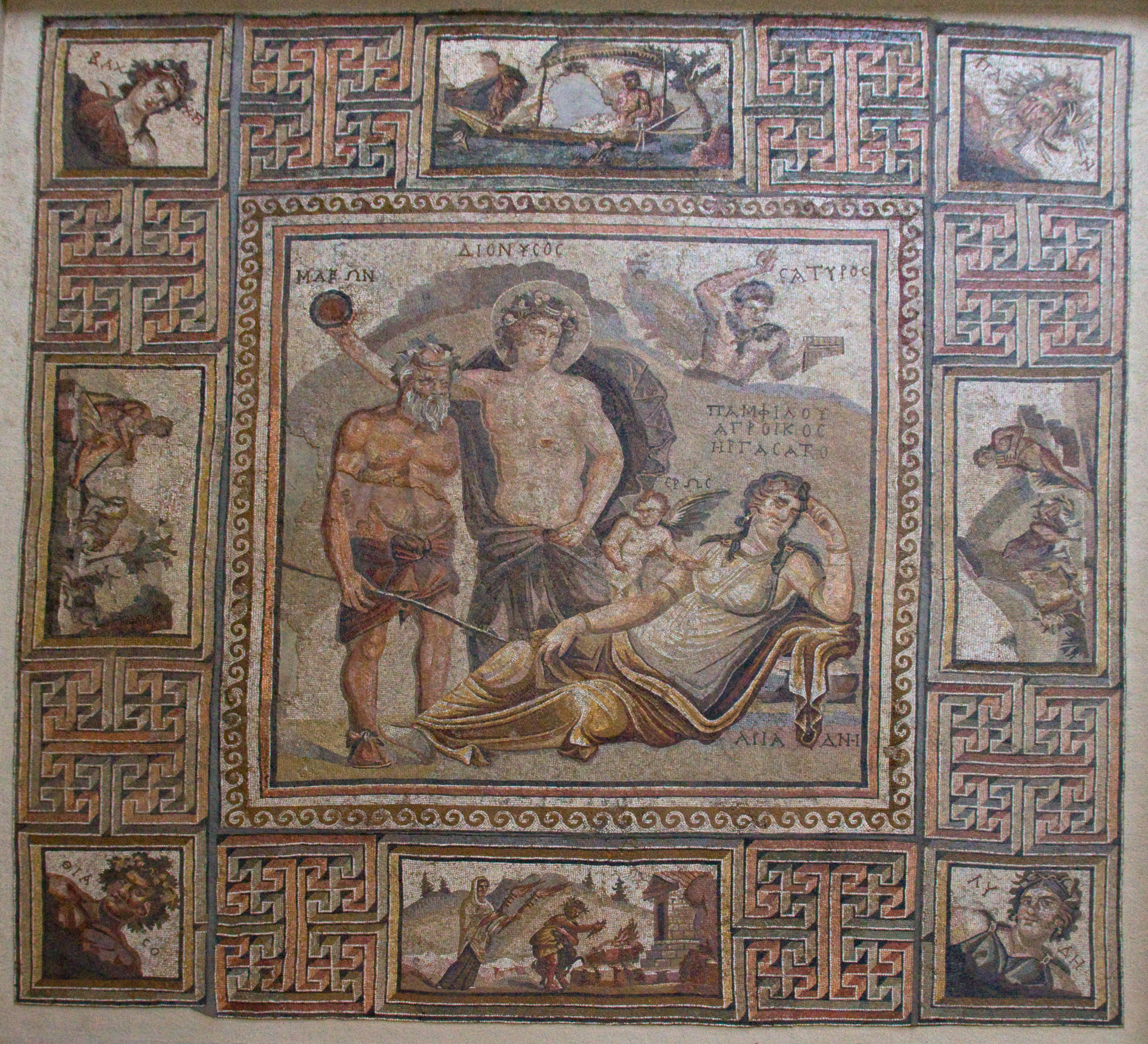
Mosaik im Miho Museum

Der Name ist nur bekannt durch die Signatur auf zwei fast identischen Mosaiken, die angeblich aus Syrien stammen und im 3./4. Jahrhundert entstanden sein sollen. Die Signatur lautet AΓΡOIKOC / ΠAMΦIΛOU / HPΓACATO („Agroikos, (der Sohn) des Pamphilos, hat es gearbeitet“). Die Mosaiken zeigen Dionysos und Ariadne auf Naxos und befinden sich heute in einer französischen Privatsammlung und im Miho Museum in Japan. Michael Donderer zeigte jedoch, dass es sich bei den Mosaiken auf Grund von ikonographischen, stilistischen und epigraphischen Fehlern um Fälschungen handeln muss. Dem gleichen modernen Atelier können zwei weitere Mosaiken mit Signaturen zugewiesen werden.